# 離陸
離陸(りりく、英:Take-off)とは、航空機が地面を離れ、空中に浮上すること。また、浮上したのちに安定して上昇を継続すること。水上機などにおいて、水面から離れて浮上することを同様に離水と言う。

## 概要
多くの固定翼機は、離陸滑走によって必要な揚力が得られる速度まで加速し、離陸するのが一般的である。加速に使う動力源としては、レシプロエンジンやターボジェットエンジン、ターボファンエンジンなどが主に用いられる。離陸の性能はその航空機の翼型や翼面積、機体重量などによって変わり、翼面積が小さいほど、また重量が重いほどに離陸速度は速くなる傾向にある。

## 離陸に関する速度
離陸に際して重要なポイントとなる速度がいくつかあるため、一部を下に記す。

### 離陸決心速度(V1)
離陸決心速度(V1)とは、パイロットが離陸を継続するか、それとも中止するのかを判断する速度であり、この速度を超過したあとに離陸中止を行うと滑走路内で安全に停止できずにオーバーランをしてしまう危険性があるため、V1を過ぎた後に機体に何らかの故障(エンジン一発停止など)が発生しても、基本的には離陸を継続しなければいけない。V1は滑走路長や機体重量、気温や気圧などさまざまな要因をもとに決定される。

### ローテーション速度(VR)
ローテーション速度は機首上げ速度とも言い、その名の通り離陸に向けて機首を上げ始める速度である。パイロットは指示対気速度がVRに達したことを確認してから操縦桿を引き、機首上げ操作を開始する。

### 安全離陸速度(V2)
安全離陸速度(V2)とは、地表面から浮上した飛行機が安全に上昇を継続できる速度である。具体的には、滑走路上空35ftの位置において到達しておかなければならない速度であり、機体の失速速度や離陸後の上昇勾配、また1エンジン停止時においても安全に上昇できるか等の様々な条件を踏まえて決定される。

## 離陸手順

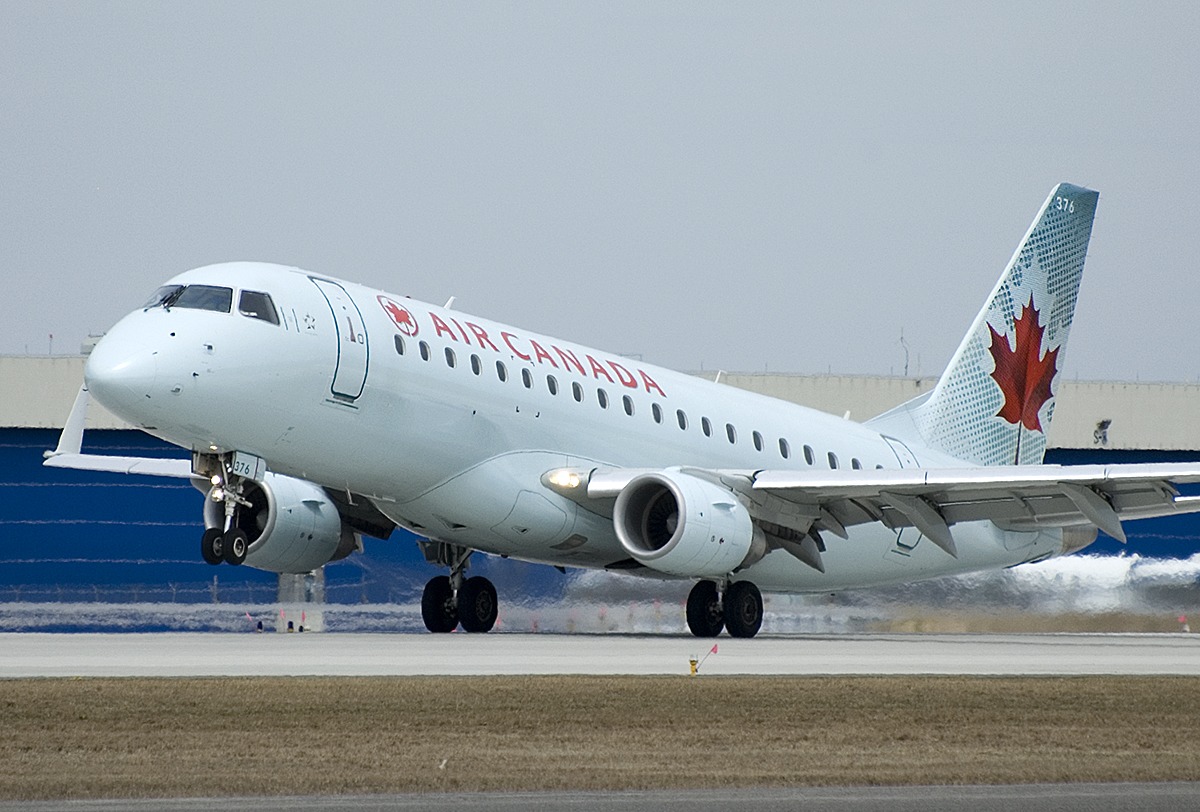
エンブラエル E-Jetの離陸

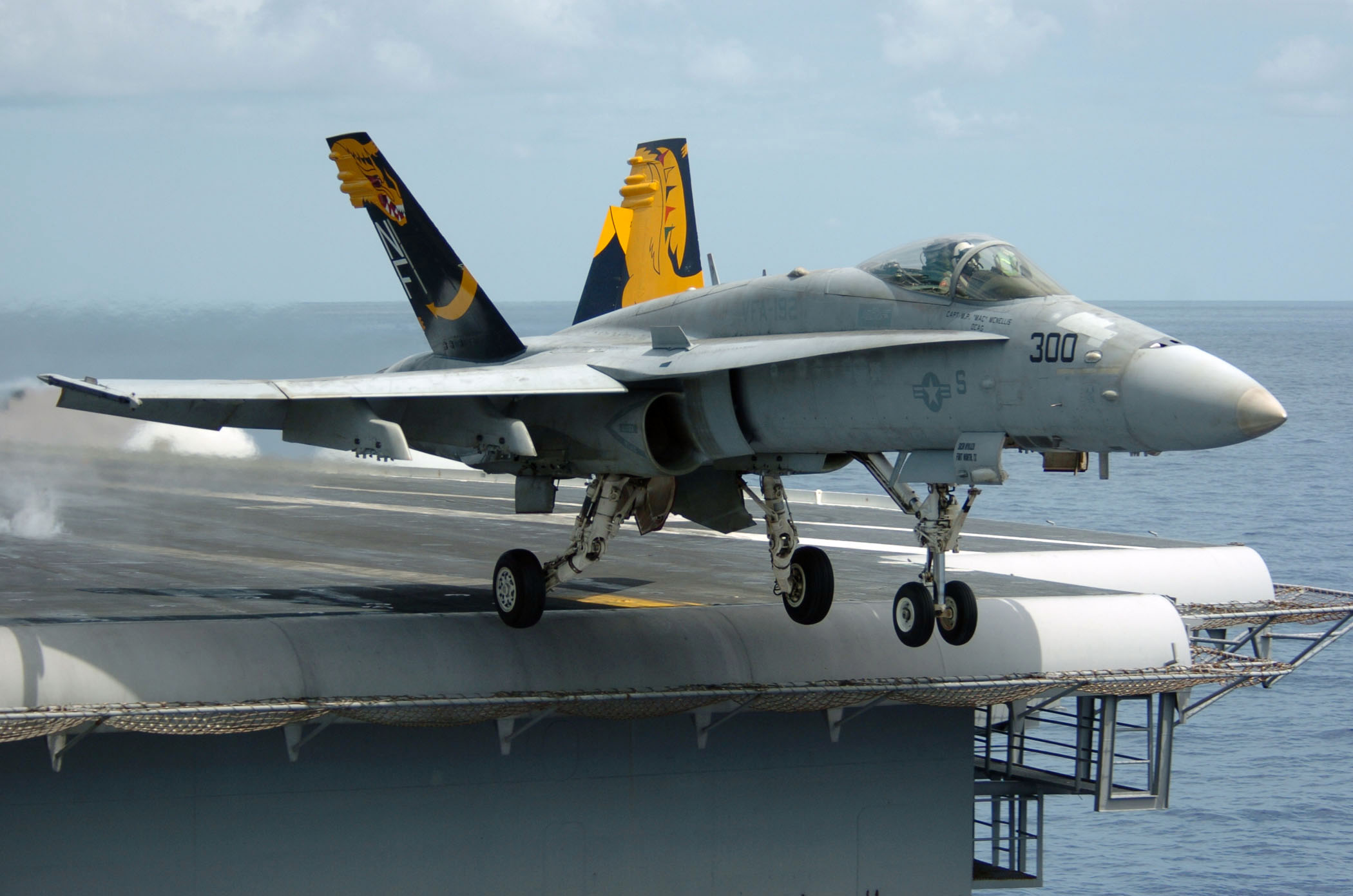
F/A-18の離陸

### 滑走路への移動
航空機が、離陸に用いる滑走路まで移動する動作をタキシングとよぶ。移動は、固定翼機の場合地上走行によって行う。固定翼機の車輪は動力を持たないため、飛行に用いる動力（レシプロエンジンやジェットエンジンなど）をタキシングのためにも用いる。巡航中の高高度の空中に対して、地上ではエンジン効率が悪い。更にタイヤの転がり抵抗も加わるため、タキシングには移動距離・速度の割には多大な燃料（時間を無視して同じ距離を移動するなら約4倍）を必要とする。

#### 離陸の方法
移動時間や燃料の節約のため、あるいは交通整理のため、離陸性能が満足すれば、滑走路の端までタキシングをせずに滑走路の途中から滑走路に進入して離陸することもあり、これはインターセクション・デパーチャーと呼ばれている。なお、東京国際空港やジョン・F・ケネディ国際空港などにおいて、交差する複数の滑走路を同時に離着陸に使用する場合は、インターセクション・デパーチャーにする必要がある。
離陸許可が出ている場合、滑走路端で止まらずにそのまま離陸する（ローリングテイクオフ）場合と、いったん停止して、ある程度エンジン出力を出してからブレーキを離し離陸する（スタティックテイクオフ、またはスタンディングテイクオフ）場合があり、それぞれにメリット、デメリットがある。混雑する空港では、先に離陸した航空機が十分に安全な距離まで離れていき、かつ、その後方乱気流が収まるまで、次の離陸機は待たなくてはならない。そのため、次の離陸機は滑走路に入ることはできても、所定の時間（2分程度）が経過するまで離陸できず、滑走路上で待つことになる。このため、必然的にスタティックテイクオフになる。一方で、騒音問題に配慮しなくてはならないような空港では、地上の滑走路上で停止してエンジンをふかすことはせず、速やかに離陸する（ローリングテイクオフ）。

### 滑走開始
スラストレバー（一般的な旅客機では2席ある操縦席の間にあるケースが多い）を操作して、動力源を定められた離陸推力まで上げ、機首上げ速度 (VR) まで加速する。このとき揚力増加と抗力増加のバランスによっては、フラップ（補助翼）を少し降ろしていることが多い（航空機の種類で定められている）。
後述のとおり、離陸はオートパイロットは利用できないが、推力を自動制御するオートスロットルを利用することはある。まず、滑走路上にてギアのブレーキをかけた状態で、パイロットが手動で6〜7割程度にエンジンの推力を上げ、エンジンの動作に異常がないことを確認する。それから、ギアのブレーキを解除したうえでオートスロットルのスイッチを入れる。オートスロットルが作動すると、スラストレバーが自動的に動き、エンジン出力が離陸に適した推力まで自動的に上昇し、離陸滑走を開始する。このとき、PF（操縦を担当するパイロット）は機首上げに備えて片手で操縦桿を持ち、万一の離陸中止（RTO）に備えて他方の手をスラストレバー上部に添える。同時にPM（操縦以外を担当するパイロット）がスラストレバー下部を支える場合もある。
航空機の種類や条件（重量・気温など）と滑走路の長さによっては、その速度から・その速度に達する位置から残りの滑走路を使って離陸中止できる離陸決心速度V1がVRより低く先に到達することがある。V1を超えての停止操作は危険であるため、V1を超えたらいかなる事態（エンジン片発故障など）でも離陸操作を継続しなければならない（反射的に停止操作をしないようにV1とともに、先に述べたスラストレバーから手を離す決まりがある場合もある）。
整備された空港の滑走路のセンターラインには滑走路中心線灯が埋め込まれており、これによりわずかに滑走路表面に凹凸がある。離陸滑走を行うにあたって、このライトを踏むと航空機の揺れの原因となる。そのため、風などの気象条件や滑走路の路面状態がよいときにおいて、熟練したパイロットは、わざと滑走路のセンターラインを外して、ライトを踏まないように離陸滑走して、揺れの少ない乗り心地のよい離陸を行うことがある。この行為については、センターラインを外すため滑走路から逸脱する可能性があり、危険であるからと行わないパイロットもいる。

### 離陸・上昇
VRを超えたら操縦桿を引き、機首を上げる。機首上げ動作に大きな力が必要ないように、このときまでにエレベータトリムはやや下がり気味（離陸位置）にしてある。地面から離れた直後に大きく機首を上げると失速の原因になるため、加速を継続して上昇可能な速度（V2）に達してから徐々に機首を上げ上昇に転じる。このときまでに高度が十分に上がりきっていなければ、尾部を擦る（テールストライク）こともある。
離陸後は着陸装置・フラップは抗力増加の原因になるため、定められたタイミングで引き込む。また、防氷装置などの推力を低下させる原因になるものは、可能であればオフにしておく。このように、離陸ではすべての使えるエネルギーを加速と高度上昇にあてる必要がある。機体重量は航空機の離陸-巡航-着陸という運航において最も重い状態（燃料を消費していない）であるため、着陸時より厳しい上昇の条件が必要になるからである。

### 滑空機について
エンジンなどの動力をもたない滑空機は単独で離陸することができないため、車両による曳航やカタパルトなどの外部からの動力を用いて離陸する。離陸後は、太陽の熱による上昇気流や山岳波などを利用して、上昇、滑空をすることができる。
動力をもつ滑空機 (いわゆるモーターグライダー) の場合は、一般的な固定翼機 (プロペラ機など) と同様に、機体に備えられた動力源を用いて離陸、上昇することができる。

## 固定翼機の離陸

### 通常の固定翼機の離陸
巡航や着陸は自動操縦が実現されているが、固定翼機において、離陸の完全な自動化は2013年現在実現されていない。また、多くの操縦士にとって、一連の操縦操作において離陸は、もっとも重圧を感じる操作のひとつといわれている（事故の多い着陸よりも、離陸の方が重圧を感じるという者もいる）。これらの要因として、離陸はやり直しができないという点があげられる。離陸滑走を始めた航空機は、加速して離陸決心速度を一旦超えてしまうと、離陸動作を完了してしまわなければならない。離陸決心速度に達するまでに、自身の航空機の状態のみならず他の航空機や気象状態（霧・雲や突風）に五感を駆使して細心の注意を払い、離陸するか離陸中止 (RTO; Rejected TakeOff) するかを判断しなければならない。このような重大な判断を自動化するのは現状では難しいとされ、人間にゆだねられている。

### 特殊な固定翼機の離陸

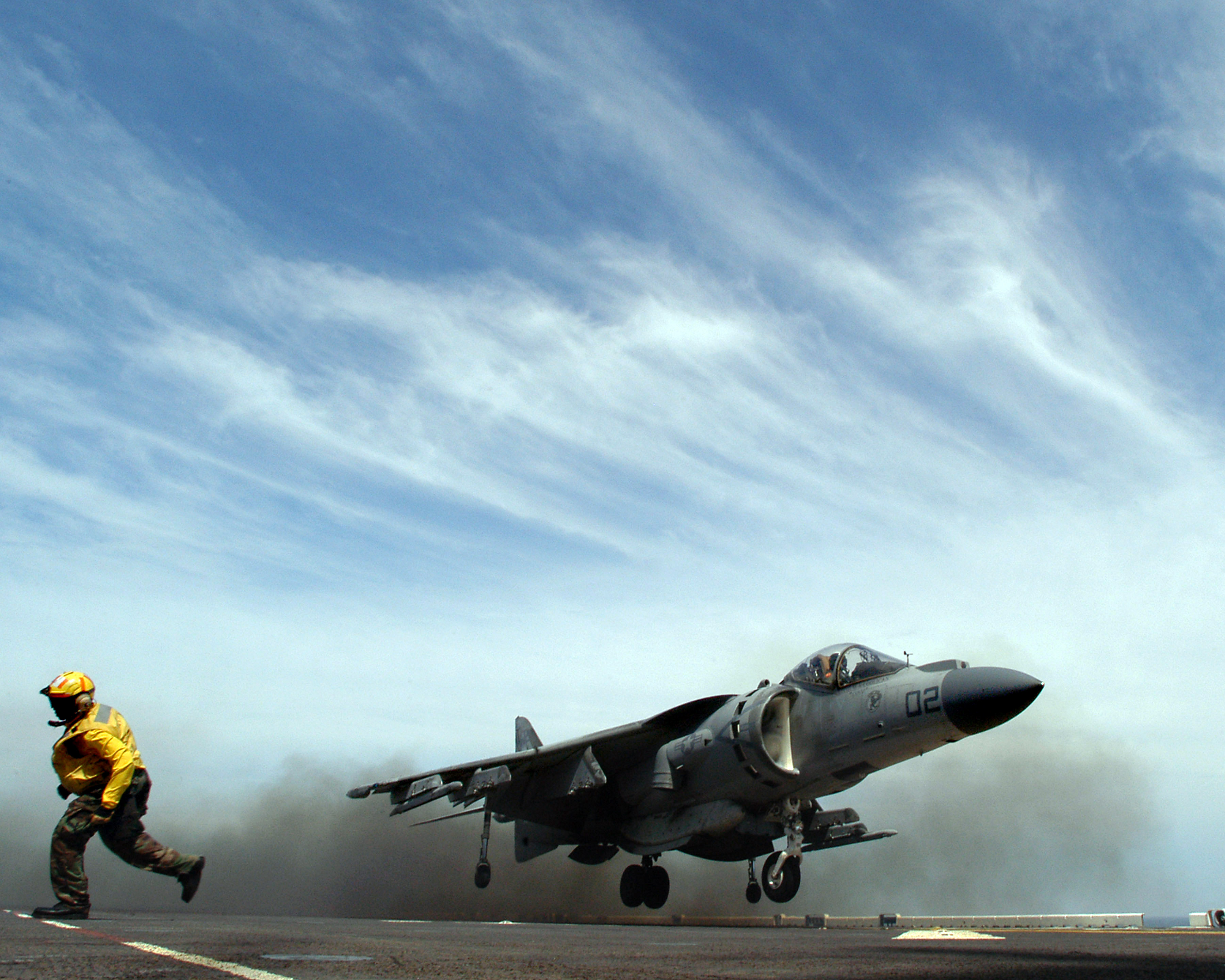
AV-8B（VTOL機）

固定翼機には、垂直離着陸機（VTOL機）や短距離離陸垂直着陸機（STOVL機）、垂直/短距離離着陸機（V/STOL機）、短距離離着陸機（STOL機）といったカテゴリーに属する、特殊な離着陸性能を有する航空機もある。
これらは、滑走路を使用せずに垂直に離陸したり、短距離の滑走で離陸が可能である。

## 回転翼機の離陸
回転翼機では原理的には垂直上昇ができるが、ほとんどの場合は固定翼機同様に滑走路上で低空の滑空をしてから上昇する。着陸同様に空港の管制設備を使い、定められた経路を取るためという理由もあるが、技術的にはほとんどの回転翼機が上昇のための余剰パワーをそれほど持っていないこと、飛行回避領域に突入しないように制御することが大きな理由の一つである。
まず地上からやや浮上し（スキッドを装備した回転翼機では駐機場から滑走路端へのタキシングですでに浮上していることが多い）、機体を滑走路方向に前進させ、加速して速度が乗ってきたら機首を上げ、上昇に転じる操作を行う。
回転翼機が上昇できる余剰のパワーは、ホバリング（空中静止状態）ではエンジンの実用最大出力の数%程度である。また高度が高い・気温が高いときはこの余剰パワーはほとんどなくなる。対して移動状態では、固定翼機同様に移動のエネルギーを高度に変換することができる。上昇して移動しないのと移動して上昇しないのではパワーの使い方は同じように思えるが、地上付近では地面効果によりより少ないエネルギーで浮上したまま移動できるため、いわば空港の敷地の横方向の広さを利用して、後で上昇のエネルギーに転じるための横移動のエネルギーを蓄えるのが回転翼機の離陸操作といえる。条件によってはホバリングができないほどの高地にある空港からでも離陸できる場合がある。